# 江文 (1918年)
江文（1918年11月—2015年1月10日），原名江兰波，男，湖北沔阳人，中国共产党党务活动家。中华人民共和国最高人民检察院副检察长（1981年－1985年）。

## 生平
1918年11月出生于湖北沔阳。1936年参加革命。1937年9月加入中国共产党。1938年7月后，历任安徽省抗日动员委员会第一工作团团长，桐城、无为县委青年委员，皖江含巢县委副书记兼独立营政治委员，和含县委副书记，含巢县委书记兼县行政办事处主任，新四军第七师六十三团副政治委员，华东野战军第十三纵队115团政治委员，华东军区后勤政治部组织科科长，上海物资接管处秘书主任、副处长。
1949年中华人民共和国成立后，历任华东局组织部秘书科科长、干部处副处长、党群干部管理处处长。1955年4月调至中华人民共和国最高人民检察院，任人事厅副厅长、检察委员会委员、党组成员、一厅厅长、三厅厅长。1960年11月调至西北局工作。文化大革命期间受到迫害。1969年被下放至湖北沙洋五七干校。1973年2月后，任冶金部钢铁研究院党委第一书记、革委会主任，中国计量科学研究院党委书记。1980年1月后，任中华人民共和国最高人民检察院刑事检察厅厅长、江青反革命集团案起诉组组长，最高检副检察长。1986年离休。
2015年1月10日在北京逝世，享年97岁。